# 무라오카촌 (가나가와현)
무라오카촌(일본어: 村岡村)은 1889년 4월 1일부터 1941년 6월 1일까지 존재했던 일본 가나가와현 가마쿠라군의 촌이다. 현재의 후지사와시에 해당한다.

## 연혁
- 1889년 4월 1일 - 정촌제 시행에 의해 미루코촌, 고즈카촌, 미야마에촌, 다카타니촌, 와타나이촌, 가라사와촌 및 가와나촌과 합병해 무라오카촌이 되었다.
- 1941년 6월 1일 - 후지사와시에 편입되었다.

현재는 후지사와시의 무라오카 지구가 해당된다.

## 교통

### 철도
- 도카이도 본선 (마을 안에 철도역은 없다.)

## 참고 문헌
- 角川日本地名大辞典編纂委員会,『角川日本地名大辞典 神奈川県』1984, 角川書店